# 2分で作る! 機動戦士ガンダム名鑑ガム
2分で作る! 機動戦士ガンダム名鑑ガム（MOBILE SUIT GUNDAM MINI KIT COLLECTION）は、ガンダムシリーズに登場するモビルスーツ・戦艦・宇宙要塞などを立体化したプラキットの食玩。ブラインドボックスで販売。チューインガム入り。ノンスケール。

## 2分で作る!ガンダム名鑑ガム
（2016年6月発売）- 各2色（ガンメタ、クリア）
1. ガンダム
2. アッガイ
3. ガンダム・バルバトス
4. ナイチンゲール
5. レウルーラ
6. ア・バオア・クー
7. シャンブロ
8. ガンダム・キマリス
9. ジム
10. ザクII
11. グレイズ
12. ネオ・ジオング
13. アクシズ
14. ゲゼ
15. ラー・カイラム
16. Hi-νガンダム

## 2分で作る!ガンダム名鑑ガム2
（2016年9月発売）- 各2色（ガンメタ、クリア）
1. ガンダムF91
2. バグ
3. ラフレシア
4. パブリク
5. Ζガンダム
6. ガンダムMk-II
7. ズム・シティ公王庁舎
8. アウドムラ
9. Gディフェンサー
10. アッシマー
11. ユニコーンガンダム（ユニコーンモード）
12. ビグ・ザム
13. ハンマーヘッド
14. ザクI（旧ザク）
15. マンダラガンダム
16. イサリビ

## 2分で作る!ガンダム名鑑ガム3
（2016年12月発売）- 各2色（ガンメタ、クリアブルー）
1. ガンダムヴァサーゴチェストブレイク
2. α・アジール
3. コンペイトウ
4. ジェガン
5. Vガンダム
6. エンジェル・ハイロウ
7. アドラステア
8. ガンダムエクシア
9. ユニコーンガンダム - デストロイモード
10. 陸戦型ザクII（ザクIIJ型）
11. ザンネック
12. ブルッケング
13. ジャムル・フィン
14. アプサラスII
15. ΖΖガンダム
16. パトゥーリア

## 限定モデル
- νガンダム フィン・ファンネル装備 クリアー成型（2016年6月）
  - ホビージャパン2016年8月号付録。
- ザクII 四個大隊（108体セット）+ズム・シティ型背景ボード（2016年8月）- 特賞
- ザクII 一個中隊（9体セット）+ズム・シティ型背景ボード（2016年8月）- ダブルチャンス賞
  - 以上2点、ザクII（クリアグリーンver.）のセット。ガンダム名鑑ガム『立てよ食玩!』キャンペーン当選品。